# Duluth, Minnesota
Duluth este un oraș în Minnesota, Statele Unite ale Americii. 

## Personalități născute aici
- Sidney Buchman (1902 - 1975), scenarist, producător de film;
- Bob Dylan (n. 1941), cântăreț;
- Walter Jon Williams (n. 1953), scriitor;
- Bill Berry (n. 1958), baterist.

## Învățământ

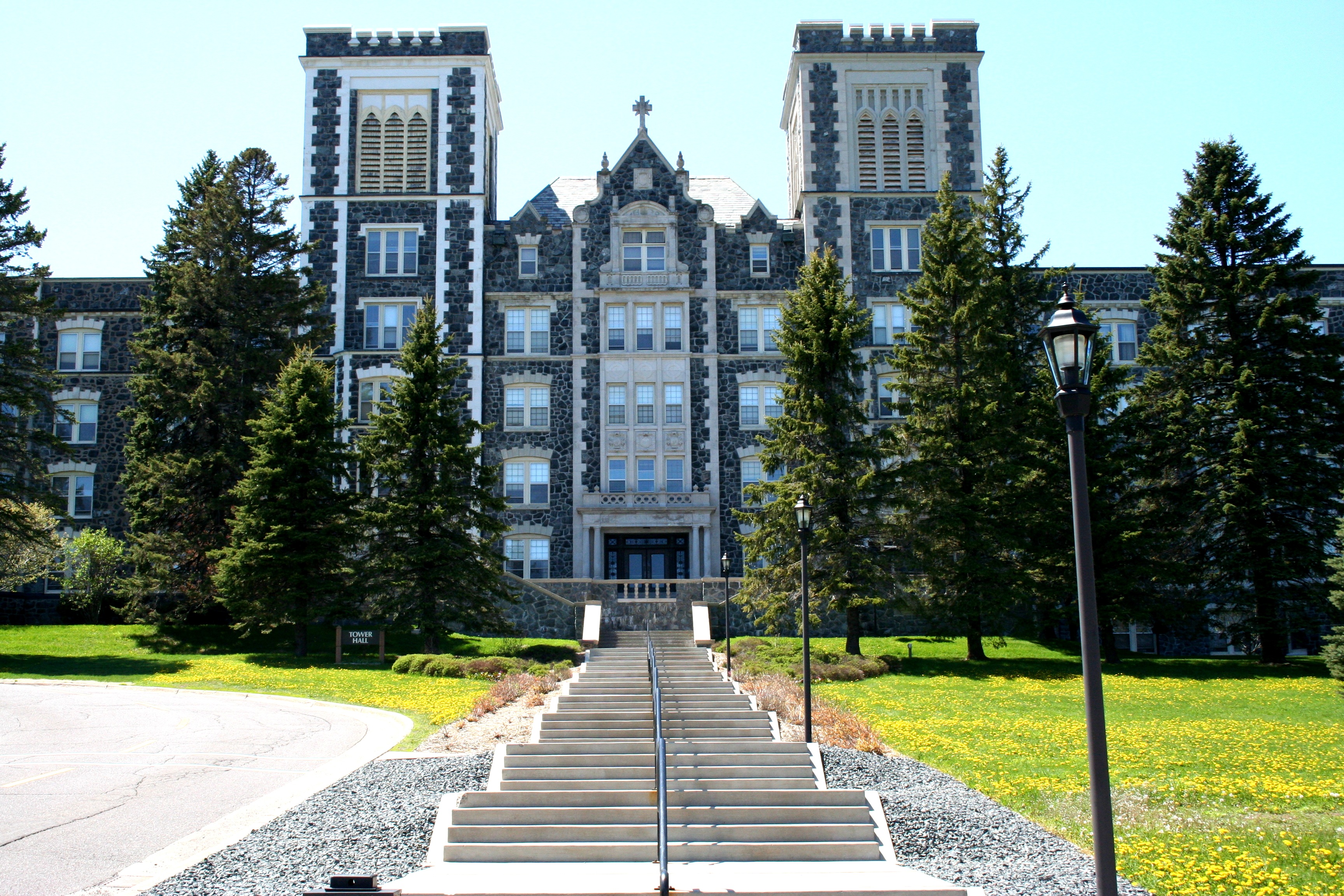
College of St. Scholastica

În anul 1912 surorile benedictine au înființat aici o universitate, care are în prezent peste 4.000 de studenți. Mary Odile Cahoon (1929-2011), profesoară și călugăriță benedictină, s-a numărat între primele femei care au explorat Antarctica.